# 필립섬 (노퍽섬)

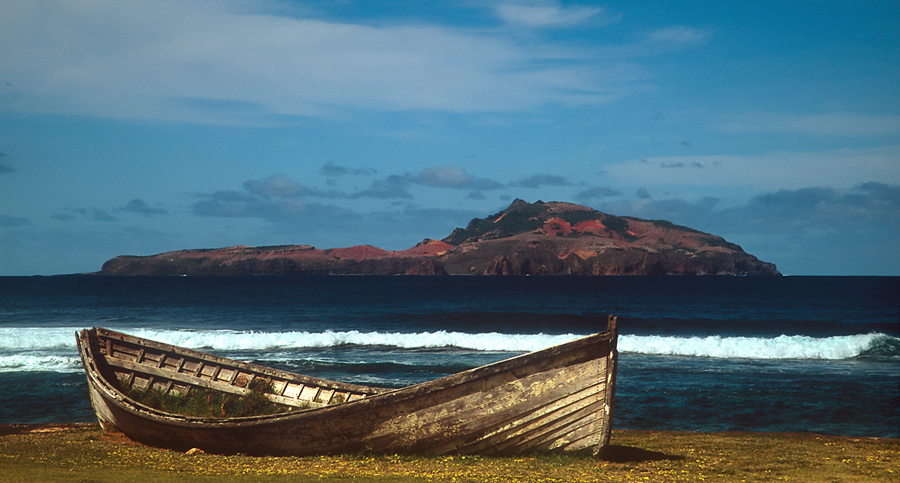
노퍽섬

필립섬(영어: Phillip Island)은 오스트레일리아령 노퍽섬에 속하는 작은 무인도이다.